# Парамонов, Сергей Владимирович (фехтовальщик)
Сергей Владимирович Парамонов (род. 16 сентября 1945, Белорецк, Башкирская АССР) — советский фехтовальщик на шпагах, Заслуженный мастер спорта СССР, олимпийский призёр. В настоящее время — пенсионер, Вице-Президент Федерации Фехтования Украины.

## Спортивная карьера
Сергей Парамонов — член сборной команды СССР по фехтованию на шпагах (1969-76), победитель Чемпионата мира 1969 (в командном первенстве), серебряный призёр Чемпионата мира 1970 (в личном первенстве) и 1971 (в командном), бронзовый призёр Чемпионата мира 1973 (в командном первенстве). Участвовал в летних Олимпийских играх 1972 года в Мюнхене, где завоевал бронзовую медаль (в командном первенстве). Победитель командного Кубка Европы 1971, 1972 и 1973 годов. Победитель Универсиады 1971 в личных и Универсиады 1973 в командных соревнованиях.
Тренеры: С. А. Лещов, В. Х. Быков, Л. В. Сайчук

## Научная деятельность
Окончил КГИФК (1964-68)
Кандидат педагогических наук (1978), Ph.D' Doctor of Philosophy (1997).
С 1976 — преподаватель КГИФК, с 1980 по 1984 — заведующий кафедрой фехтования, современного пятиборья, конного спорта и стрельбы КГИФК. С 1984 по 1988 — доцент Академии спорта Алжира.

## Тренерская деятельность
Заслуженный тренер УССР (1985), Заслуженный тренер СССР (1991).
С 1989 — старший тренер сборной команды СССР по фехтованию на шпагах. На Чемпионате мира 1989 — бронзовая медаль в личных соревнованиях, 5 место — в командных. На Чемпионате мира 1990 — бронзовая медаль в личных соревнованиях, бронзовая медаль — в командных. На Чемпионате мира 1991 — золотая и бронзовая медаль в личных соревнованиях, золотая медаль — в командных. На Олимпийских играх 1992 — серебряная медаль в личных соревнованиях, бронзовая медаль — в командных.
С 1992 — главный тренер сборной команды Украины по фехтованию.
С 1997 по 2012 — тренер по фехтованию в Швеции.